# The Burning Red
Albums de Machine Head
The More Things Change
(1997) Supercharger
(2001)
The Burning Red est le troisième album du groupe de thrash metal Machine Head, sorti le 10 août 1999.

## Liste des titres de l'album
| 1.    | Enter the Phoenix                      | 0:53 |
| 2.    | Desire to Fire                         | 4:49 |
| 3.    | Nothing Left                           | 4:05 |
| 4.    | The Blood, the Sweat, the Tears        | 4:11 |
| 5.    | Silver                                 | 3:52 |
| 6.    | From This Day                          | 3:56 |
| 7.    | Exhale the Vile                        | 4:57 |
| 8.    | Message in a Bottle (The Police cover) | 3:32 |
| 9.    | Devil With the King's Card             | 4:05 |
| 10.   | I Defy                                 | 3:42 |
| 11.   | Five                                   | 5:18 |
| 12.   | The Burning Red                        | 6:44 |
| 50:00 |                                        |      |